# Jaciment arqueològic de Can Rubau
Can Rubau és un jaciment arqueològic del final del Paleolític inferior, situat en el barri del Pont Major, a la pedrera de Can Rubau de Girona (Gironès), inclòs a l'Inventari del Patrimoni Arqueològic i Paleontològic de Catalunya.

## Descripció
S'hi va trobar en els nivells d'extracció de materials calcaris una escletxa amb materials ossis i indústria lítica. Va ser descobert pel Centre de Recerques Paleo-Eco-Socials (C.R.P.E.S.), a final de la dècada dels setanta i l'any 1982 i posteriors, l'Associació Arqueològica de Girona (AAG) hi va realitzar treballs arqueològics.

## Troballes
La indústria lítica recollida es compon de 26 elements, dels quals 15 són de quars i 11 de quarsita. A nivell morfològic es reparteixen entre: ascles (17), ascles retocades (5), còdols tallats (1) i fragments (3). Destaca l'absència de nuclis en aquest jaciment i, per contra, la gran representació d'esclats transformats per retoc. Pràcticament tots els esclats provenen de l'explotació de nuclis centrípets, dels que es destaquen especialment dos burins de quars. A més de les peces esmentades, per la rodalia, dins l'explotació de graves, s'han localitzat algunes peces aïllades.
També s'hi localitzà fauna entre les restes (la major part): carnívors grans, cèrvids, bovins, caprins, suids, èquids, lagomorfs i algun rosegador.Per la dinàmica de formació d'aquest dipòsit no pot tractar-se d'un lloc ocupat; més aviat els materials han estat arrossegats per processos naturals dins l'escletxa. No s'ha pogut determinar si alguns dels animals d'aquesta mostra van ser caçats o no i, per tant, s'ha de considerar el conjunt com paleontològic.